# 브래덕 원정
브래덕 원정(영어: Braddock Expedition)은 1755년 프렌치 인디언 전쟁 중에 프랑스군으로부터 뒤켄 요새를 점령하려 시도한 영국 군사 원정대였다. 사령관인 에드워드 브래독 장군의 이름을 딴 이 원정대는 7월 9일 머논가힐라 전투에서 패배하여 후퇴를 강요당했다. 브래독은 500명 이상의 병력과 함께 전투 중 사망했다. 궁극적으로 이는 전쟁 초기 영국군에게 큰 패배였으며, 18세기에 영국군이 겪은 가장 치명적인 패배 중 하나였다.